# Prosser (Washington)
Prosser é uma cidade localizada no estado norte-americano de Washington, no Condado de Benton.

## Demografia
Segundo o censo norte-americano de 2000, a sua população era de 4838 habitantes.
Em 2006, foi estimada uma população de 5121, um aumento de 283 (5.8%).

## Geografia
De acordo com o United States Census Bureau tem uma área de
11,4 km², dos quais 11,1 km² cobertos por terra e 0,3 km² cobertos por água. Prosser localiza-se a aproximadamente 230 m acima do nível do mar.

## Localidades na vizinhança
O diagrama seguinte representa as localidades num raio de 28 km ao redor de Prosser.